# Thérèse Glaesener-Hartmann

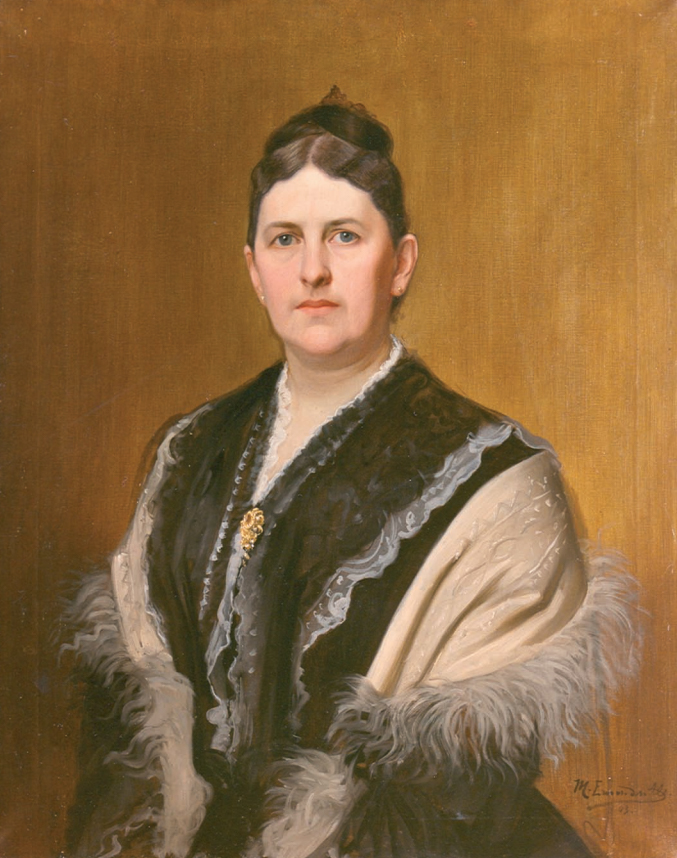
Thérèse Glaesener-Hartmann, 1903, Gemälde von Michael Emonds-Alt (1874–1932)

Thérèse Glaesener-Hartmann (* 18. April 1858 als Marie-Thérèse Hartmann in Luxemburg, Großherzogtum Luxemburg; † 19. Februar 1923 ebenda) war eine luxemburgische Porträt- und Stilllebenmalerin.

## Leben
Glaesener-Hartmann war die Tochter des luxemburgischen Architekten und Aquarellisten Antoine Hartmann (1817–1891). Er unterwies sie in den Grundfertigkeiten des Zeichnens und Malens. Nach der Schulausbildung ging sie mit 19 Jahren als eine der ersten Luxemburgerinnen zum Kunststudium ins Ausland. Zunächst erhielt sie Privatunterricht bei dem Tier- und Genremaler, Illustrator und Kinderbuchautor Gustav Süs in Düsseldorf, einem Vertreter der Düsseldorfer Schule. Nach einem Jahr wechselte sie nach München, um sich bei dem Historienmaler Alexander von Liezen-Mayer weiter auszubilden. 1883/1884 weilte sie in Paris, wo sie sich in dem von Émile Auguste Carolus-Duran und Jean-Jacques Henner geleiteten Damenatelier unterweisen ließ. Bereits während ihrer künstlerischen Ausbildung begann sie, ihre Werke auszustellen und zu veräußern. Kurz nach ihrer Rückkehr aus Paris heiratete sie den Luxemburger Anwalt Mathias Glaesener, der eine berufliche Karriere als Generalstaatsanwalt machen
sollte. Auch nachdem ihre Tochter im Jahr 1886 geboren worden war, blieb sie künstlerisch aktiv.

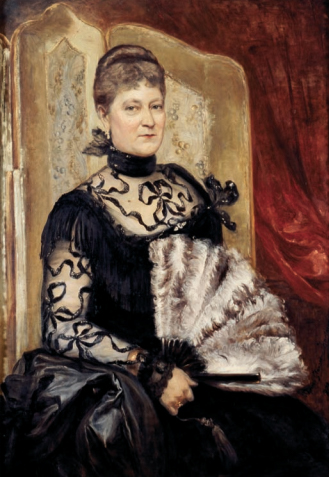
Portrait de Madame Salentiny (Louise Salentiny-Hastert), 1902

Glaesener-Hartmann schuf vor allem Bildnisse im Stil des Naturalismus, daneben Stillleben und einige Landschaften. In ihrem bürgerlichen Freundes- und Familienkreis aus der Oberschicht Luxemburgs fand sie die meisten ihrer Kunden. Posthum porträtierte sie den Staatsminister und Regierungspräsidenten Paul Eyschen (1916). In der Stadt Luxemburg ist sie im Historischen Museum und im Nationalmuseum für Geschichte und Kunst vertreten.